# Science, Technology & Human Values
Science, Technology & Human Values は科学・技術と社会との関わりを研究する分野の査読付き学術雑誌である。このジャーナルの編集主任はGeoffrey C. Bowker（ピッツバーグ大学）とSusan Leigh Star（ピッツバーグ大学）である。1976年創刊で、現在はSAGE出版より発刊されている。

## 要約・索引
Science, Technology & Human ValuesはScopusとSocial Sciences Citation Indexに要約と索引が掲載されている。Journal Citation Reportsによると、この雑誌の2011年のインパクトファクターは2.333で、"Social Issues"のカテゴリの37ジャーナル中3位のスコアであった。